# Tanytarsus dollfusi
Tanytarsus dollfusi är en tvåvingeart som beskrevs av Maurice Emile Marie Goetghebuer 1938. Tanytarsus dollfusi ingår i släktet Tanytarsus och familjen fjädermyggor.
Artens utbredningsområde är Egypten. Inga underarter finns listade i Catalogue of Life.